# Denys Bojko
Denys Oleksandrovyč Bojko (ukrajinsky: Дени́с Олекса́ндрович Бо́йко; * 29. ledna 1988) je bývalý ukrajinský profesionální fotbalista, který hrál na pozici brankáře.

## Klubová kariéra

### Dynamo Kyjev
Produkt mládežnického systému Dynama Kyjev, Bojko debutoval v seniorském týmu v zápase proti Metalurhu Záporoží dne 9. května 2010.

### Dnipro
Bojko odehrál za Dnipro v Evropské lize UEFA 2014/15 18 zápasů, včetně varšavského finále, které prohráli 3:2 s vítězem Sevilla FC.
Dne 24. listopadu 2015 byl Bojko jmenován nominantem na tým roku UEFA poté, co v průměru inkasoval pouze 0,75 gólu na zápas, což bylo nejnižší číslo mezi nominanty na brankáře. Dalšími třemi nominanty byli Joe Hart z Manchesteru City, Gianluigi Buffon z Juventusu a Manuel Neuer z Bayernu Mnichov.

### Beşiktaş
Dne 21. ledna 2016 podepsal Bojko čtyřletou smlouvu s tureckým klubem Beşiktaş. Dne 31. srpna 2016 byl na rok zapůjčen do La Ligy do klubu Málaga CF.
Dne 10. února 2018 bylo oznámeno, že Bojko se vrátí do Dynama Kyjev na hostování až do konce sezóny 2017/18.

### Návrat do Dynama Kyjev
Po šesti měsících na hostování v jeho mateřském klubu podepsal Bojko s Dynamem Kyjev smlouvu natrvalo.

## Reprezentační kariéra
Dne 18. listopadu 2014 debutoval Bojko za Ukrajinu v přátelském utkání, které skončilo remízou 0:0 s Litvou. Od té doby byl Bojko především náhradníkem brankáře Šachtaru Doněck, Andrije Pjatova.

## Statistiky

### Klubové
| Klub                     | Sezóna            | Liga              | Liga   | Liga | Národní pohár | Národní pohár | Kontinentální | Kontinentální | Ostatní | Ostatní | Celkově | Celkově |
| Klub                     | Sezóna            | Soutěž            | Zápasy | Góly | Zápasy        | Góly          | Zápasy        | Góly          | Zápasy  | Góly    | Zápasy  | Góly    |
| ------------------------ | ----------------- | ----------------- | ------ | ---- | ------------- | ------------- | ------------- | ------------- | ------- | ------- | ------- | ------- |
| Dynamo Kyjev             | 2009/10           | Premjer-liha      | 1      | 0    | —             | —             | —             | —             | —       | —       | 1       | 0       |
| Dynamo Kyjev             | 2010/11           | Premjer-liha      | 8      | 0    | —             | —             | 3             | 0             | —       | —       | 11      | 0       |
| Dynamo Kyjev             | 2012/13           | Premjer-liha      | 2      | 0    | —             | —             | —             | —             | —       | —       | 2       | 0       |
| Dynamo Kyjev             | Celkově           | Celkově           | 11     | 0    | —             | —             | 3             | 0             | —       | —       | 14      | 0       |
| Obolon Kyjev (hostování) | 2009/10           | Premjer-liha      | 15     | 0    | —             | —             | —             | —             | —       | —       | 15      | 0       |
| Kryvbas (hostování)      | 2011/12           | Premjer-liha      | 26     | 0    | —             | —             | —             | —             | —       | —       | 26      | 0       |
| Dnipro                   | 2013/14           | Premjer-liha      | 28     | 0    | —             | —             | 9             | 0             | —       | —       | 37      | 0       |
| Dnipro                   | 2014/15           | Premjer-liha      | 21     | 0    | 2             | 0             | 19            | 0             | —       | —       | 42      | 0       |
| Dnipro                   | 2015/16           | Premjer-liha      | 15     | 0    | 1             | 0             | 6             | 0             | —       | —       | 22      | 0       |
| Dnipro                   | Celkově           | Celkově           | 64     | 0    | 3             | 0             | 34            | 0             | —       | —       | 101     | 0       |
| Beşiktaş                 | 2015/16           | Süper Lig         | 3      | 0    | 2             | 0             | —             | —             | —       | —       | 5       | 0       |
| Málaga (hostování)       | 2016/17           | La Liga           | 3      | 0    | 2             | 0             | —             | —             | —       | —       | 5       | 0       |
| Dynamo Kyjev (hostování) | 2017/18           | Premjer-liha      | 12     | 0    | 2             | 0             | 4             | 0             | —       | —       | 18      | 0       |
| Dynamo Kyjev             | 2018/19           | Premjer-liha      | 26     | 0    | 1             | 0             | 13            | 0             | 1       | 0       | 41      | 0       |
| Celkově v kariéře        | Celkově v kariéře | Celkově v kariéře | 160    | 0    | 10            | 0             | 54            | 0             | 1       | 0       | 225     | 0       |

### Reprezentační
| Národní tým | Rok     | Zápasy | Góly |
| ----------- | ------- | ------ | ---- |
| Ukrajina    | 2014    | 1      | 0    |
| Ukrajina    | 2015    | 2      | 0    |
| Ukrajina    | 2016    | 2      | 0    |
| Ukrajina    | 2018    | 1      | 0    |
| Ukrajina    | 2021    | 1      | 0    |
| Celkově     | Celkově | 7      | 0    |

## Úspěchy
Dnipro
- Poražený finalista Evropské ligy UEFA: 2014/15

Beşiktaş
- Süper Lig: 2015/16

Dynamo Kyjev
- Premjer-liha: 2020/21

Individuální
- Brankář roku Premjer-lihy: 2014/15
- Tým sezóny Evropské ligy UEFA: 2014/15